# Li Boyuan
Li Boyuan (chinesisch 李伯元, Pinyin Lǐ Bóyuán) (* 1867 in Wujin; † 1906 in Shanghai) war ein chinesischer Schriftsteller und Publizist der ausgehenden Kaiserzeit.

## Name
Li Boyuan ist ebenso bekannt als Li Baojia (chinesisch 李宝嘉). Einige seiner Schriften wurden unter Pseudonym veröffentlicht, wobei diese auch von anderen Schriftstellern benutzt wurden, die in ähnlichem Stil und zu ähnlicher Thematik veröffentlichten. Die Autorschaft bestimmter Werke ist deshalb umstritten. Zwei der gesicherten Pseudonyme sind Nanting tingzhang (chinesisch 南亭停长)
(„Hüter des südlichen Pavillons“) und Zhuyuan xinzhe (chinesisch 竹园新者) („Der neue Herr des Bambusgartens“).

## Biographie
Li Boyuan wurde 1867 in Wujin, in der Provinz Jiangsu geboren. Sein Vater verstarb sehr früh, weswegen er von seinem Onkel erzogen wird, der zeitweilig das Amt eines Präfekten innehatte. Wahrscheinlich bekommt er die traditionelle Ausbildung, die es ihm ermöglicht einen niederen Beamtenrang zu erreichen. Später kauft er sich den Posten eines Hilfsbeamten, emigriert jedoch bald nach Shanghai. Dort gründet er 1897 die Boulevardzeitung Youxi bao (chinesisch 游戏报) („Unterhaltung“), die erste ihrer Art, die großen Einfluss auf nachfolgende Publikationen ausübt. 1901 fällt er durch eine Prüfung für höhere Staatsämter und lehnt einen Posten in einer anderen Stadt ab; wahrscheinlich bleibt er auch in Shanghai (zu dieser Zeit Konzessionsgebiet), um der Zensur zu entgehen. Im gleichen Jahr veröffentlicht er ein Werk über den Boxeraufstand, Gengzi guobian tanci (chinesisch 庚子國變彈詞) („Ballade über die Rebellion aus dem Jahre gengzi“). 1903 fungiert Li Boyuan als Herausgeber der angesehenen Zeitschrift Xiuxiang Xiaoshuo (chinesisch 繡像小説) („Bebilderte Erzählkunst“), in der er teilweise seine eigenen, satirischen Schriften veröffentlicht, die alle große Publikumserfolge sind. Als politischer Autor lässt er sich den Reformisten der ausgehenden Qing-Zeit zuordnen; der gewaltsamen und totalen Revolution steht er jedoch kritisch gegenüber. 1906 stirbt er in Shanghai, im Alter von nur 39 Jahren.

## Werk
Die erste größere Publikation ist Gengzi guobian tanci (chinesisch 庚子國變彈詞) („Ballade über die Rebellion aus dem Jahre gengzi“), die im Jahr 1900 veröffentlicht wird. Darin setzt sich Li in der traditionellen tanci-Form mit dem Boxeraufstand auseinander. Die politischen Geschehnisse und gesellschaftlichen Veränderungen in seinem Heimatland China, damals geprägt durch eine immer schwächere Herrschaft der Qing-Dynastie und die Präsenz der ausländischen Kolonialmächte, werden ihn auch in allen künftigen Werken beschäftigen.
Ab 1903 (die Buchversion wird erst ab 1906 publiziert) erscheint in einer Zeitschrift Guanchang xianxingji (chinesisch 官场现形记) („Die Bürokraten“). Der Episodenroman besteht aus insgesamt 60 Kapiteln, bleibt allerdings unvollendet. Es handelt sich um eine satirische Anprangerung von Missständen im Prüfungswesen für Beamte, von Ämterkauf, Korruption und Fehljustiz. Wahrscheinlich, wie viele andere Autoren solcher Schriften, wurde er dabei beeinflusst von Wu Jingzi (chinesisch 吴敬梓) und dessen Buch Rulin waishi (chinesisch 儒林外史). Eine deutsche Übersetzung liegt vor: Das Haus zum gemeinsamen Glück. Übers. von M. Liebermann und W. Bettin, Berlin: Rütten & Loening, 1964.
Zeitgleich erscheint, ebenfalls periodisch, Wenming xiaoshi (chinesisch 文明小史) („Kleine Geschichte der Zivilisation“/„Modern Times“), zunächst unter Pseudonym in der „Bebilderten Erzählkunst“ (s. o.). Dieser Episodenroman setzt sich kritisch mit dem Kulturbegriff auseinander, vor allem im Verhältnis zwischen China und dem Ausland. Übernahme westlicher Wissenschaft und Technik werden einerseits als nötig anerkannt, andererseits aber falscher Reformeifer, Missbrauch, Korruption, Egoismus und Unfähigkeit der Beamten kritisiert. Auch die Rolle der Frauen und die Problematik der chinesischen Diaspora sind Thema. Zusammen mit den „Bürokraten“ ist es wohl Lis bekanntestes Werk. Eine englische Übersetzung liegt vor: Modern Times. A Brief History of Enlightenment. Übers. von Douglas Lancashire. Hongkong: The Chinese University of Hongkong. Renditions Book, 1996.
Zwischen 1903 und 1906 erschien Huo diyu (chinesisch 活地狱) („Lebendige Hölle“), eine Sammlung von 16 unabhängigen Geschichten über die üblen Machenschaften der Beamten. 1904 begann er die Veröffentlichung von Zhongguo xianzaiji (chinesisch 中国现在记) („Die derzeitige Lage Chinas“). Nach 12 Kapiteln wurde die Arbeit an diesem Roman jedoch nicht weitergeführt.

## Wirkungsgeschichte
Nicht nur die politisch-satirischen Episodenromane waren ein großer Publikumserfolg und wurden oft kopiert, auch Lis Arbeit als Zeitschriftenverleger übte großen Einfluss auf nachfolgende Publikationen aus.